# Karol Struski
Karol Struski (ur. 18 stycznia 2001 w Lublinie) – polski piłkarz, występujący na pozycji środkowego pomocnika w w polskim klubie Raków Częstochowa..
12 listopada 2023 powołany przez selekcjonera reprezentacji Polski Michała Probierza na mecz eliminacji Euro 2024 przeciwko Czechom i mecz towarzyski przeciwko Łotwie. 21 listopada 2023 zadebiutował w meczu z reprezentacją Łotwy.

## Statystyki

### Reprezentacyjne
(aktualne na dzień 21 listopada 2023)
| Reprezentacja | Rok     | Mecze | Bramki |
| ------------- | ------- | ----- | ------ |
| Polska        | 2023    | 1     | 0      |
| Ogólnie       | Ogólnie | 1     | 0      |

| Mecze i gole w reprezentacji | Mecze i gole w reprezentacji | Mecze i gole w reprezentacji | Mecze i gole w reprezentacji | Mecze i gole w reprezentacji | Mecze i gole w reprezentacji | Mecze i gole w reprezentacji |
| Lp.                          | Data                         | Miasto                       | Przeciwnik                   | Gol                          | Wynik                        | Rozgrywki                    |
| ---------------------------- | ---------------------------- | ---------------------------- | ---------------------------- | ---------------------------- | ---------------------------- | ---------------------------- |
| 1.                           | 21.11.2023                   | Warszawa                     | Łotwa                        |                              | 2:0                          | towarzyski                   |